# Doug Caldwell
Doug Caldwell (* 22. März 1928 in Christchurch; † 10. Mai 2022) war ein neuseeländischer Jazzmusiker (Piano). Vor Ort als „The Maestro“ bekannt, galt er als einer der führenden Jazzmusiker des Landes.

## Leben und Wirken
Caldwell studierte nach Abschluss seiner Highschool-Ausbildung am St. Bede’s College Musik. Seine Karriere begann in den 1940er Jahren im Winter Garden in Christchurch und bald darauf war er Mitbegründer eines Clubs namens Jazz Inn in der Bedford Row. Ende der 1940er-Jahre war er Mitglied im Brian Marston Orchestra und hatte ein Trio mit Harry Voice und Gerald Gebbie, mit dem er 1949 die erste Live-Aufnahme in den NBS-Studios in Christchurch machte. In den 1950er-Jahren zog er in die Vereinigten Staaten und besuchte die Michigan State University, eine Institution, die viele Big-Band-Künstler ausbildete und er Arrangement und Komposition studierte.
Anschließend kehrte Caldwell nach Neuseeland zurück, um bei Columbus Radio zu arbeiten, spielte aber bald im Malando Restaurant, wo er 12 Jahre lang arbeitete. Von 1958 bis 1981 war er auch musikalischer Leiter für Radio New Zealand und TVNZ und unterrichtete an der Christchurch Boys’ High (1977 bis 1981), von 1983 bis 1989 am Christ’s College. Caldwell war dann ab 1992 über zehn Jahre lang Tutor an der Christchurch Polytechnic Jazz School des Ara Institute of Canterbury, wo sein Einfluss in den Anfangsjahren der Schule dazu führte, dass ein Auditorium nach ihm benannt wurde.
Weltweit spielte Caldwell mit Musikern wie Henry Mancini, Ronnie Scott, Scott Hamilton, Nat Adderley, Buddy Tate und Mavis Rivers. Um 2011 legte er mit der Sängerin Susan De Jong das Album I Hear Music vor, auf dem sie Jazzstandards wie „Ain’t Misbehavin’“, „Pennies from Heaven“, „More Than You Know“, „Besame Mucho“ und „Willow Weep for Me“ interpretierten. Im Bereich des Jazz war er laut Tom Lord zwischen 1994 und 2011 an neun Aufnahmesessions beteiligt, u. a. mit Don Rader (Down Under - Collaboration).
Caldwell wird als einer der versiertesten Doyens des Jazzpianos angesehen, die Neuseeland hervorgebracht habe, hieß es im Nachruf. 2006 wurde er  für seine Verdienste um die Jazzmusik anlässlich der Queen’s Birthday Honours zum Mitglied des neuseeländischen Verdienstordens ernannt.

## Diskographische Hinweise
- Off the Cuff: A Tribute to Lichfield (Kiwi Pacific, 1992)